# Узундара (фортеця)
Узундара — фортеця держави Селевкідів та Греко-Бактрійського царства.
Узундара розташована між ущелиною Узун-Дара та урочищем Кара-Камар на вершині гори Сузістаг (Байсунський район Узбекистану) на висоті більше 1650 м над рівнем моря. Вона була відкрита у 1991 р. академіком Узбецької АН Е. В. Ртвеладзе. З 2013 р.розкопки Узундари спільно проводять Тохарістанська археологічна експедиція Інституту мистецтвознавства під керівництвом Е. В. Ртвеладзе та Бактрійський загін Середньоазійської археологічної експедиції Інституту археології РАН під керівництвом Н, Д. Двуреченської. У відстані 7 км на північ від Узундари розташовані двокілометрові стіни Дарбанд, що перекривали дорогу Бактрію з північного заходу. Т.ч., Узандара та стіни Дарбанда є частиною розгалудженої 80 кілометрової оборонної системи півночі Бактрії, що розтягнулась від північного заходу до Амудар'ї.